# Campoplex ovatus
Campoplex ovatus är en stekelart som först beskrevs av Carl Gustav Alexander Brischke 1880.  Campoplex ovatus ingår i släktet Campoplex och familjen brokparasitsteklar. Inga underarter finns listade.